# Naia del Castillo
Naia del Castillo Aira (Bilbao, 1975) es una escultora y fotógrafa española de origen vasco. Sus obras trasmiten informaciones sociales, políticas y de género.

## Trayectoria
Licenciada en Bellas Artes en la especialidad de Escultura por la Universidad del País Vasco, realizó un máster en el Chelsea College of Art & Design de Londres. Becada por distintas entidades, ha disfrutado de residencias en la Cité Internationale des Arts (París, 2004), la Academia de España en Roma (2007) o el International Studio and Curatorial Programa de Nueva York (2009).
Ha residido y trabajado en Bilbao, Rótterdam, Londres, Barcelona, París, Roma, Nueva York, Hong Kong y Madrid, gracias a la ayuda de diversas becas como ISCP, Internacional Studio and Curatorial Programa en Nueva York (2009) o Cité Internationale des Arts en París (2004).

## Obra
Naia del Castillo en su trabajo reivindica el carácter de los materiales y las técnicas que lo integran, a través de la combinación del objeto escultórico, la acción performativa y su representación. En sus obras existe una unión  entre la forma y el significado. En sus proyectos parte de lo cercano, observando lo singular y lo perverso en lo cotidiano. Su obra sugiere que las acciones humanas están determinadas por las “cosas”, del mismo modo que estas están influidas por las condiciones humanas.
Crea objetos que funcionan como vestuario y atrezo de sus personajes, a los que da el tratamiento de esculturas. En sus instalaciones, combina las fotografías de sus esculturas con algunos de estos objetos. 
Sus trabajos se presentan en proyectos como: Atrapados (2000-02), Sobre la seducción (2002-04), Ofrendas y posesiones (2004-06), Desplazamientos (2010-12), Flujos (2015), El lugar de las imágenes (2019) o las obras multidisciplinares Com voldria ser (2007), Matryoshka (2009) El ejercicio como herramienta (2019). Ha trabajado por encargo para el Museo del Prado (Doce artistas en el Museo del Prado, 2007) y Loewe (Take Me with You, colectiva, Círculo de Bellas Artes, Madrid, y Mori Art Museum, Tokio, 2006). Seleccionada para representar a España en París Photo 2005.
Destacan sus exposiciones Naia del Castillo (Artium de Vitoria, 2004), Trampas y seducción (PHotoEspaña, Alcala31, 2004), Doce artistas en el Prado (2007), Matryoshka (Museo de Arte Contemporáneo Esteban Vicente, 2009), Alterad Perceptions (iLIVETOMORROW Gallery, Hong Kong, 2011) , Naia del Castillo (Sala Rekalde, 2015), Durante, Después (Sala Amárica 2019). Fue seleccionada en Gure artea 2000, Primer Premio en Ertibil (2003) y Premio a la Mejor Exposición en el Festival OFF de PHE 2005. El Centro de Arte Contemporáneo de Málaga, la Comunidad de Madrid, la Fundación "la Caixa" (Barcelona), Artium de Vitoria, la Maison Européenne de la Photographie (París) o el Museum of Fine Arts de Houston (Texas, Estados Unidos), entre otros, poseen obra de la artista.